# 서천 봉서사 소조삼존불상
서천 봉서사 소조삼존불상(舒川 鳳棲寺 塑造三尊佛像)은 대한민국 충청남도 서천군 한산면 호암리, 봉서사에 있는 불상이다. 1994년 11월 4일 충청남도의 문화재자료 제334호로 지정되었다.

## 같이 보기
- 봉서사

## 참고 문헌
- 봉서사소조삼존불상 - 국가유산청 국가유산포털